# DN2N
DN2N este un drum național de 60 km din județul Vrancea, România, care face legătura între comunele vrâncene Mărtinești și Jitia, via Dumbrăveni - Dumitrești. Drumul este unul de importanță locală, devenit drum național în perioada când ministru al transporturilor în România era deputatul de Vrancea Miron Mitrea. După ministeriatul lui Mitrea, administrația drumului a fost neglijată.